# Эльцбахер, Пауль
Пауль Эльцбахер (нем. Paul Eltzbacher); 1868—1928) — немецкий юрист, экономист и педагог, доцент университета в Галле, профессор Коммерческого колледжа в Берлине (нем. Handelshochschule Berlin).

## Биография
Пауль Эльцбахер родился 18 февраля 1868 года в Королевстве Пруссия в городе Кёльне в семье врача Саломона Эльцбахера. Изучал право в университетах Лейпцига, Гейдельберга, Страсбурга и Геттингена.
С 1890 по 1895 год (с годичным перерывом в 1891—1892 годах для прохождения военной службы) Эльцбахер был младшим юристом в региональных судах Кёльна и Франкфурта.
К 1899 году он получил докторскую степень и приступил к написанию трактата на тему анархизма, за который он стал профессором в 1906 году. После этого он ограничил свои взгляды областью гражданских прав в отношении коммерческого права.
С 1900 года Эльцбахер был частным лектором в Университете Галле, а с 1906 года — профессором права в недавно основанном в немецкой столице Коммерческом колледже (иначе — Берлинская высшая школа торговли).
В настоящее время он наиболее известен своими ранними работами на тему анархизма, где особое место занимает изданная в 1900 году книга «Der Anarchismus» излагающая основные системы анархизма; П. Эльцбахер подошёл к проблемам с абстрактно-юридической точки зрения и добился такой видимости беспристрастности изложения, что ряд анархистов (Кропоткин, Толстой и др.) очень хвалили его книгу, которая была переведена на французский, английский, русский и другие языки. До 1912 года он был в контакте с представителями международного анархистского движения, такими как Пётр Алексеевич Кропоткин, Бенджамин Такер и Густав Ландауэр.
Перед Первой мировой войной Пауль Эльцбахер стал членом Немецкой национальной народной партии, а после войны стал приверженцем большевизма. В своей работе «Der Bolschewismus und die deutsche Zukunft» (1919) он предположил, что интересам Германии будет лучше всего служить принятие большевистского режима. Как член рейхстага, Эльцбахер в апреле 1919 года выступал за полную государственную собственность без компенсации. Газета «Deutsche Tageszeitung» окрестила новую идеологию Эльцбахера «национал-большевизмом».
Пауль Эльцбахер умер 25 октября 1928 года в городе Берлине.